# 366
Cette page concerne l'année 366  du calendrier julien. Pour l'année 366 av. J.-C., voir 366 av. J.-C. Pour le nombre 366, voir 366 (nombre).
L'année 366 est une année commune qui commence un dimanche.

## Événements
- 1er janvier : début du consulat de Gratien et de Dagalaifus[1].
- Janvier : les Alamans passent le Rhin gelé au début du mois[2]. Ils défont les troupes impériales commandées par les comtes Charietto et Sevérien à Besançon et dévastent le pays.
- 1er février : Athanase revient définitivement à Alexandrie après cinq exils[3].
- Mars-juin[1] : Jovin, maître de la cavalerie, écrase les Alamans à trois reprises, à Scarponna (Charpeigne), sur un fleuve (peut-être la Moselle) puis à Catalaunum (Châlons-en-Champagne)[4].
- 27 mai : Valens triomphe de la tentative d’usurpation de Procope à Constantinople (365-366). Procope est exécuté après ses défaites aux batailles de Thyatira en Lycie (4 avril[5]) et de Nacoleia en Galatie (27 mai)[2].
- Juin-juillet : Jovin, en route pour Paris, rencontre Valentinien, peut-être près de Reims. La tête tranchée de Procope arrive à la cour de Valentinien[1]
- 24 septembre, Rome : à la mort du pape Libère, le diacre Ursin est élu dans la basilique Julia tandis qu'une faction désigne Damase dans la basilique de Lucine, prend d'assaut la basilique Julia, massacrant leurs opposants[6].
- 1er octobre : consécration de Damase Ier à la basilique du Latran, prise d'assaut par ses partisans (fin de pontificat en 384). Les combats entre factions continuent jusqu'au 26 octobre, quand les partisans de Damase s'emparent de la basilique de Libère. Ces luttes entachent sérieusement la réputation de la papauté[6].
- L’Église apostolique arménienne (dite grégorienne), qui relevait à l’origine de l’archevêque de Césarée, proclame son autocéphalie[7].
- Épiphane devient évêque de Salamine[8].

## Naissances en 366
- 18 janvier 366 : Valentinien Galate, fils de l'empereur romain Valens et consul en 369[9].

## Décès en 366
- 24 septembre : Libère, pape.
- Zhidun, moine bouddhique chinois né en 314.